# Xanthoxalis priceae
Xanthoxalis priceae là một loài thực vật có hoa trong họ Chua me đất. Loài này được (Small) Small miêu tả khoa học đầu tiên năm 1903.